# Orlando Johnson (cantante)
Orlando Johnson (Winston-Salem, 30 agosto 1953) è un cantante statunitense naturalizzato italiano.

## Biografia
Orlando Levern Johnson, fratello del cantante Wess, ha iniziato la carriera a soli 16 anni, registrando due 45 giri insieme al gruppo della sua città d'origine The Upsetters.
Nel 1975 ha firmato un contratto discografico con la casa discografica EMI Italiana, con cui ha inciso un 45 giri. Nel 1979 ha inciso il brano On the Sunny Side of the Street, che dal 1982 al 1988 è stato usato su Italia 1 come sigla di sottofondo degli annunci di Gabriella Golia.
Ha partecipato al Festival di Sanremo 1980 con il brano Il sole canta, scritto da Nicoletta Artom e Giovanni Ullu, qualificandosi quindi per la finale ed arrivando ufficiosamente al diciottesimo posto.
In seguito ha preso parte a produzioni destinate alle discoteche, come i singoli di successo I say yeah e Keep on jamming. Nel 1987 canta il brano Tough Boys, inserito nella colonna sonora del film Noi uomini duri, diretto da Maurizio Ponzi.
Per 8 anni ha collaborato con la Big Band di Paolo Belli a Ballando con le stelle, talent show del sabato sera di Rai 1, condotto da Milly Carlucci.
Nel 2011, con la Goody Music, ha fatto uscire il CD Funky Time, anche in versione vinile.
Nel 2021 ha collaborato con Den Harrow al singolo Shine On, e nel 2023 è uscito il remix You Can Do It.

## Discografia parziale

### Singoli
- 1979 - Sapore di sale/I said something wrong (EMI Italiana, 3C 006-18396) (come Orlando L. Johnson) (7")
- 1979 - On the sunny side of the street/Startin' tomorrow (EMI Italiana, 3C 006-18441) (come Orlando L. Johnson) (7")
- 1980 - Il sole canta/Startin' tomorrow (EMI Italiana, 3C 006-18472) (7")
- 1984 - With just a kiss (Vocal)/With just a kiss (Dub version) (Good Vibes, PM 120013) (12")
- 1985 - Woman Is Light (con la moglie Patty)
- 1990 - I Say Yeah (con Stefano Secchi)
- 1991 - Keep On Jamming (con Stefano Secchi)
- 1992 - Whatever You Do

### Album
- 1983 - Turn the Music On

### CD
- 2011 - Funky Time

### Dischi mix
- 1984 - With just a kiss (musica e testo di Mario Cottarelli)

### Classifiche

#### Album
| 1983 | Turn the Music On                                                                                                  | 96 | 40 |
| 1983 | Il simbolo "—" indica che il singolo non è entrato in classifica in quel Paese e/o non ha ricevuto certificazioni. |    |    |

#### Singoli
| 1990 | I Say Yeah | 1 | 46 |
| 1990 | Il simbolo "—" indica che il singolo non è entrato in classifica in quel Paese e/o non ha ricevuto certificazioni. |   |    |

## Partecipazioni al Festival di Sanremo
- Festival di Sanremo 1980 – Con il brano Il sole canta (8º posto)